# 奇纳阿努帕纳迪
奇纳阿努帕纳迪（Chinna Anuppanadi），是印度泰米尔纳德邦Madurai县的一个城镇。总人口15415（2001年）。

## 人口
该地2001年总人口15415人，其中男性7931人，女性7484人；0—6岁人口1628人，其中男859人，女769人；识字率70.02%，其中男性为76.55%，女性为63.11%。